# Silbo Gomero
Silbo Gomero (španjolski za „Zviždanje Gomera”), poznato i kao samo el silbo („zvižduk”), je zviždući jezik kojim govore stanovnici kanarskog otoka La Gomera kako bi se sporazumjevali preko dubokih klanaca i uskih dolina (gullies) koji preovladavaju cijelim otokom. Iako se prenosi samo majstorovim naukovanjem učenika, on je jedini zviždući jezik koji se u potpunosti razvio i koristi ga velika zajednica (više od 22.000 stanovnika). Zbog toga je upisan na UNESCO-ov popis nematerijalne svjetske baštine u Europi 2009. god.
Silbo Gomero replicira otočki maternji jezik (kastiljanski španjolski) tako što se svaki samoglasnik ili suglasnik zamjenjuje zviždukom: dva različita zvižduka zamjenjuju pet španjolskih vokala, a tu su i četiri zvižduka za suglasnike. Zvižduci se mogu razlikovati prema visini i prema tomu jesu li isprekidani ili kontinuirani. S praksom, zviždač (silbador) može prenijeti bilo koju poruku. Neke lokalne varijacije čak ukazuju na njihovo podrijetlo.
Uči se u školama od 1999. godine i razumiju ga gotovo svi otočani i prakticira ga velika većina, osobito najstariji i mladi. Također, koristi se za vrijeme svečanosti i ceremonija, uključujući i vjerske prigode.
Da bi se spriječio njegov nestanak, poput ostalih zviždućih jezika na Kanarima, važno je učiniti više za prijenos i promicanje Silbo Gomera kao nematerijalne kulturne baštine stanovnika La Gomere i Kanarskog otočja u cjelini.

## Vanjske poveznice

### Mrežna sjedišta
- Silbo gomero: A whistling language revived BBC News Online, 11. siječnja 2013. (engl.)
- Silbo-Gomero.com